# 卢布符号
卢布符号₽是俄罗斯的官方货币俄罗斯卢布的货币符号。它的符號形式是一个带有额外水平笔画的西里尔字母Р。 经过一个月前的公众投票，该设计于 2013年12月11日获得採納。 
在俄语正字法中，符号几乎总是跟在数字（货币价值）之后，并且在许多情况下两者之间有一个空格。在英语正字法中，它通常在数字之前。

## 历史
在18和19世纪，俄罗斯卢布有一个由小写西里尔字母组成的符号——在у上旋转的р 。在20世纪р被用来作為卢布的縮寫。
关于俄罗斯卢布采用国家货币符号的争论大約始于苏联解体后不久， 1990 年代俄罗斯开始向市场经济转型和经济融入全球市场的時代。这个想法是为了达到与$ （美元）、 €（欧元）、 ¥（人民币或日元）和£（英镑）等著名货币符号相同的认可度和影响力。有不同的组织举办了几场票選卢布符号的活動。然而，俄罗斯中央银行并没有采用这些早期票選中的获胜符号之一。
2007年，一群俄罗斯设计局和工作室提议使用 ₽，即帶有橫槓的西里尔字母 Р 来代表卢布。不久之后，许多电子零售商、餐馆和咖啡馆开始非正式地使用该标志。它变得非常流行，并被广泛用作事实上的盧布標誌标准。
2013年11月，俄罗斯中央银行最终决定采用一個国家货币符号。它在其网站上进行了一项公众投票，其中包含五个预选选项。

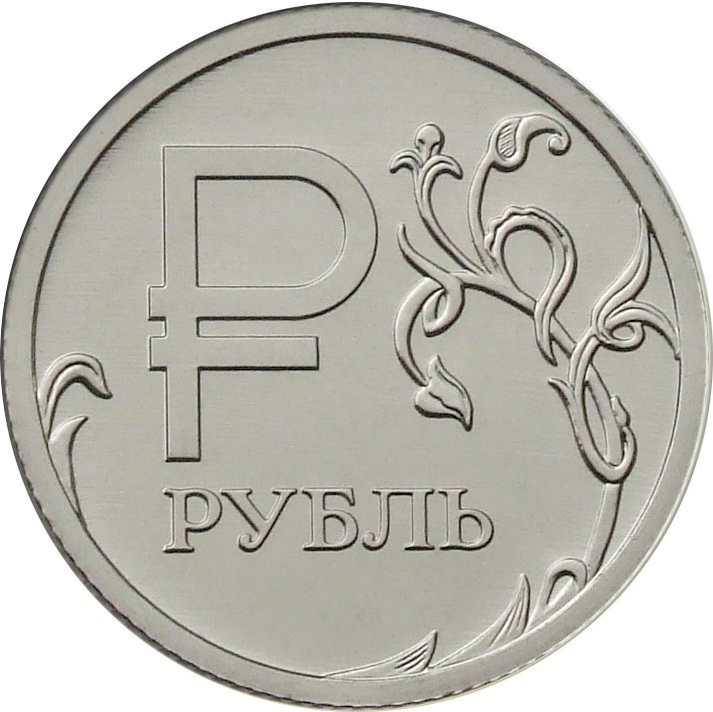
一枚带有卢布标志的特别系列中的俄罗斯一卢布硬币

设计社区早些时候提供的非正式但广泛使用的设计 (₽) 在投票列表中获得了最多的选票。 2013年12月 11日，₽ 被批准为俄罗斯联邦卢布的官方标志。 

## 编码
卢布的国际三字母代码（根据国际标准化组织 (ISO)标准ISO 4217 ）是RUB 。在Unicode中，它被编码为U+20BD ₽ RUBLE SIGN。
盧布符號可以在Windows和Linux上的俄语电脑键盘上输入为AltGr+8   ，以及在macOS上則以AltGr+Р 輸入  (Qwerty⌥+H  位置）輸出。

## 盧布符号的其他用途
由委内瑞拉政府支持的加密货币石油幣使用与卢布相同的符号，尽管石油幣符號通常具比盧布符號有更圆的上部（  )。神奇宝贝周邊商品专营权中使用的货币符号在视觉上与卢布符号相似，但不同於盧布符號有一橫槓，此符號有两个橫槓（  ).

## 引注
1. ↑  西里爾字母中的Р 通常表示 無聲牙齦顫音（英语：alveolar trill） /r/, 大約類似於蘇格蘭式英文發音中捲舌，像 ⟨r⟩ 在 "curd"的發音一樣。